# Euphorbia umfoloziensis
Euphorbia umfoloziensis är en törelväxtart som beskrevs av Peckover. Euphorbia umfoloziensis ingår i släktet törlar, och familjen törelväxter.
Artens utbredningsområde är KwaZulu-Natal. Inga underarter finns listade i Catalogue of Life.

## Bildgalleri

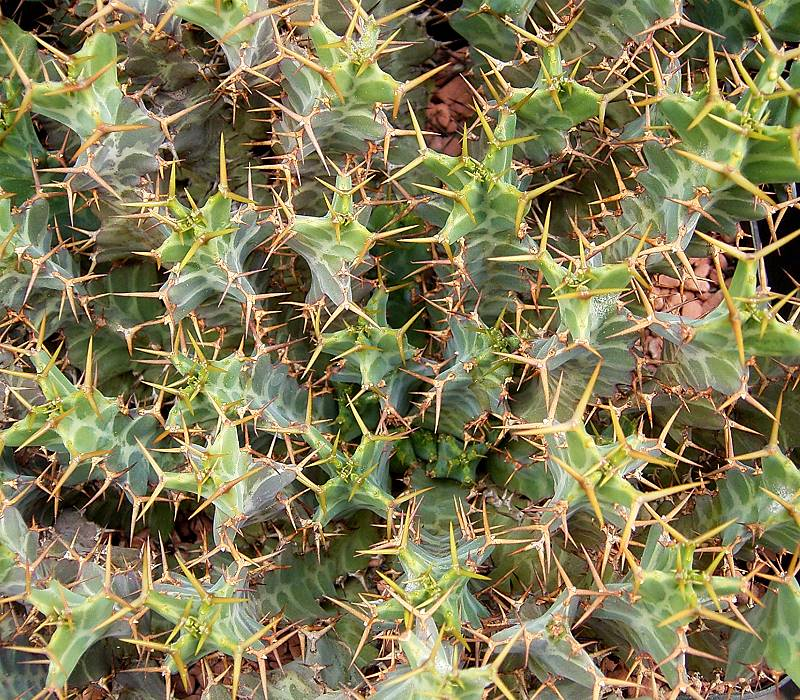